# Marianne Schild
Marianne Schild (* 14. September 1984) ist eine Schweizer Politikerin (GLP). Sie ist seit dem 1. Juni 2022 Mitglied des Grossen Rats des Kantons Bern, wo sie in der GLP-Fraktion politisiert und in der Sicherheitskommission sitzt.
Zwischen Januar 2017 und Juli 2022 war Schild Stadträtin der Stadt Bern, ab Oktober 2019 als Co-Fraktionspräsidentin. Bei den Schweizer Parlamentswahlen 2023 kandidiert sie für den Nationalrat.
Schild studierte Wirtschaftsgeschichte und Sozioökonomie an der Université de Genève. Seit 2021 studiert sie Rechtswissenschaften an der Universität Bern.
Hauptberuflich ist sie Webpublisher beim Schweizerischen Kompetenzzentrum für Justizvollzug (SKJV).